# Foot of the Mountain (canción)
«Foot of the Mountain» es el primer Sencillo del noveno álbum de estudio de a-ha, Foot of the Mountain. Es la canción principal del álbum.
La canción está escrita y compuesta por magne f, Paul Waaktaar-Savoy y Martin Terefe, mezclado por Steve Osborne en los Real World Studios, Reino Unido y producida por Roland Spremberg.

## Sencillo
"Foot of the Mountain" es el primer sencillo del álbum Foot of the Mountain.
El sencillo tuvo la premier en las radios noruegas el 24 de abril en la posición 14, y en el Reino Unido el 29 de abril.
| Descarga digital |                                     |          |  |
| N.º              | Título                              | Duración |  |
| 1.               | «Foot of the Mountain» (Radio Edit) | 3:44     |  |
| 3:44             |                                     |          |  |

Lanzado en Noruega el 4 de mayo de 2009.

| CD   |                                        |          |  |
| N.º  | Título                                 | Duración |  |
| 1.   | «Foot of the Mountain» (Radio Edit)    | 3:44     |  |
| 2.   | «Foot of the Mountain» (Álbum Version) | 3:56     |  |
| 7:40 |                                        |          |  |

Lanzado en Austria, Alemania y Suiza el 22 de mayo, en Suiza y Dinamarca el 25 de mayo y el 6 de julio de 2009 en el Reino Unido.

| iTunes |                                               |          |  |
| N.º    | Título                                        | Duración |  |
| 1.     | «Foot of the Mountain» (Radio Edit)           | 3:44     |  |
| 2.     | «Foot of the Mountain» (Álbum Version)        | 3:56     |  |
| 3.     | «Foot of the Mountain» (Bohème 7" Remix)      | 6:59     |  |
| 4.     | «Foot of the Mountain» (Erik Ljunggren Remix) | 4:49     |  |
| 5.     | «Foot of the Mountain» (Video)                | 3:46     |  |
| 23:14  |                                               |          |  |

Lanzado en el Reino Unido el 6 de julio de 2009.

## Vídeo musical
La canción cuenta con un vídeo musical, el primero (como el sencillo) del álbum. Fue grabado a principios de junio en Berlín y dirigido por Olaf Heine, que había trabajado anteriormente con a-ha para el álbum Minor Earth Major Sky en el 2000. El vídeo consiste en la banda recorriendo paisajes arenosos, dunares y montañosos, y las calles de noche de la ciudad.